# Alfred Frauenknecht

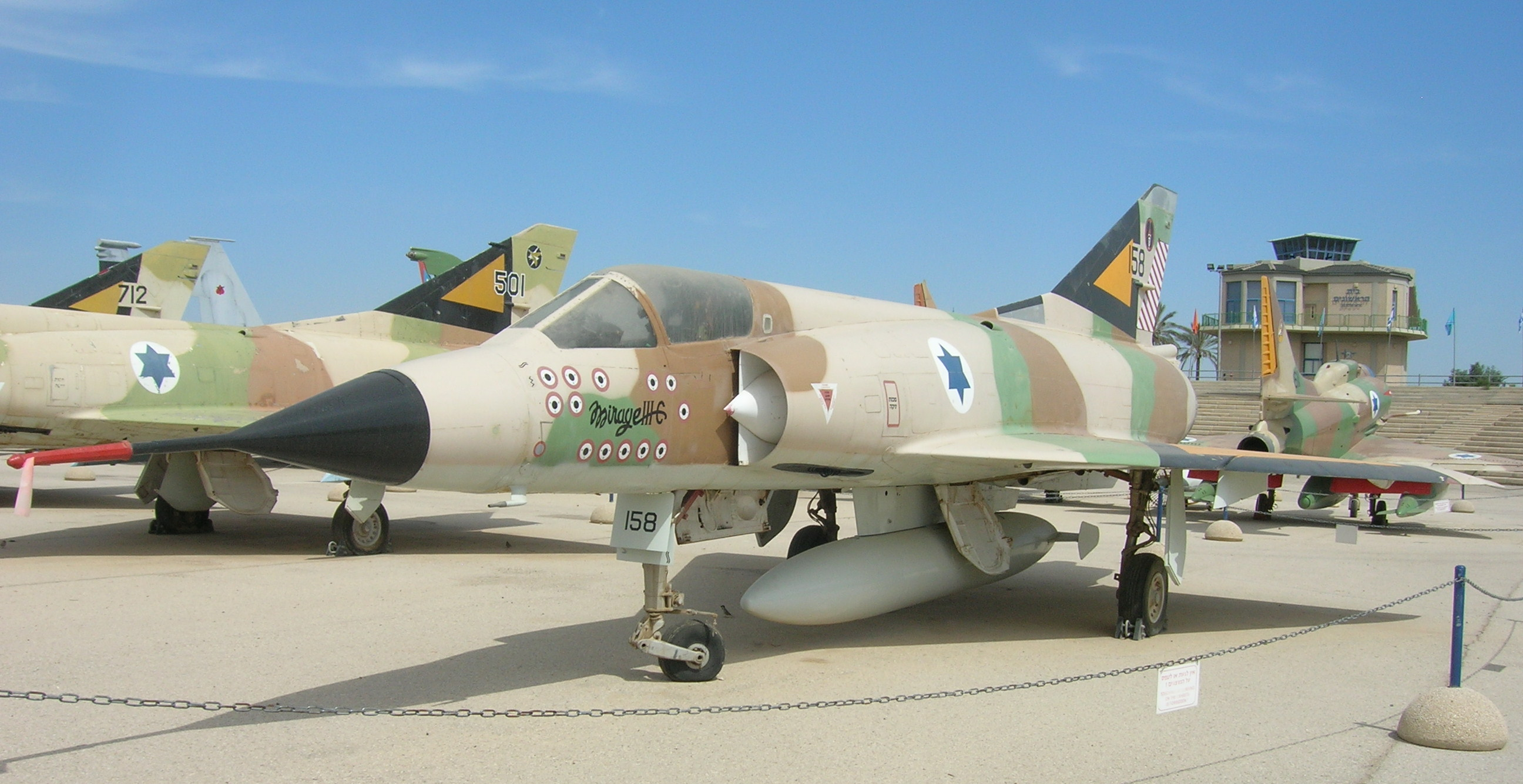
Mirage III im Museum der israelischen Luftwaffe

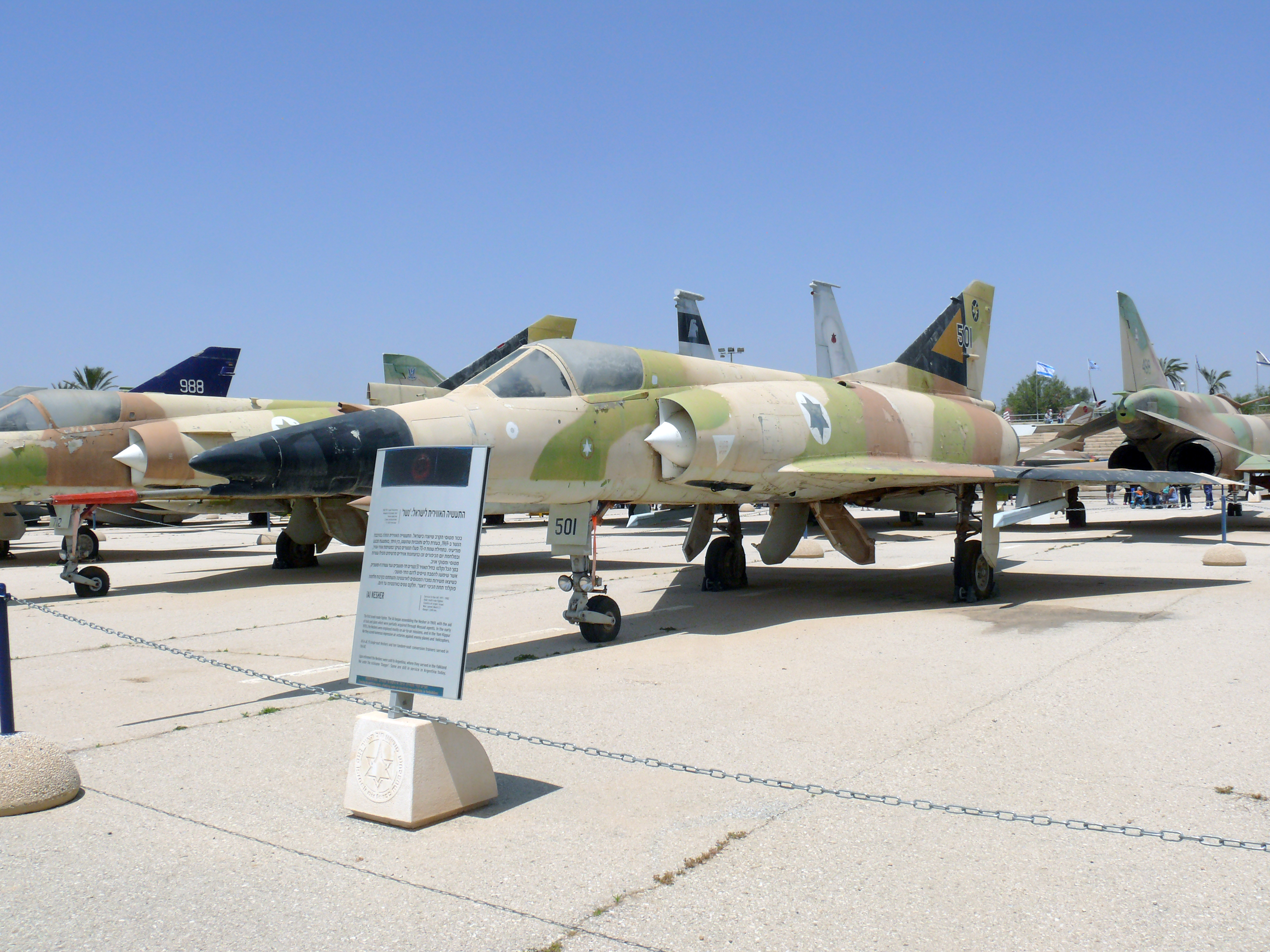
IAI Nescher im Museum der israelischen Luftwaffe

Alfred Frauenknecht (* 1926; † 8. Januar 1991 in Aadorf) war ein Schweizer Ingenieur und Spion.

## Hintergrund
Nach dem Sechstagekrieg verhängte Frankreich ein Waffenembargo gegen Israel, und bereits in Auftrag gegebene Flugzeuge vom Typ Dassault Mirage 5 konnten nicht mehr ausgeliefert werden. Da von dem Embargo auch Ersatzteillieferungen für die im Dienst befindlichen Dassault Mirage III betroffen waren und die israelische Luftwaffe dringend neue Flugzeuge benötigte, sah sich Israel gezwungen, die nötigen Teile unabhängig von Frankreich zu beschaffen. Mithilfe der von Alfred Frauenknecht in der Schweiz beschafften Baupläne und Reverse Engineering entwickelte Israel Aircraft Industries das Kampfflugzeug IAI Nescher.

## Leben
Frauenknecht arbeitete ab Beginn der 1950er-Jahre bei der Sulzer AG, ab 1962 als Handlungsbevollmächtigter und technischer Leiter und ab 1967 als Prokurist. Die Schweiz hatte zu Beginn der 1960er-Jahre begonnen, die Mirage III in Lizenz zu bauen. Frauenknecht arbeitete in der Abteilung, die für den Bau der Triebwerke vom Typ SNECMA Atar 9C zuständig war. 1968 traf er sich in Vertretung seines Vorgesetzten offiziell mit dem israelischen Militärattaché, der ihn schließlich dazu überredete, geheime Baupläne der Mirage zu beschaffen. Frauenknecht forderte 200.000 Dollar Agentenlohn und lieferte dafür 200.000 Dokumente und technische Zeichnungen, die ihm zur Vernichtung anvertraut worden waren. Stattdessen tauschte er sie in einer angemieteten Garage gegen Zeitungen, die dann anstelle der Originale verbrannt wurden. Die Zeichnungen schaffte ein Helfer Frauenknechts in 24 Kisten nach Deutschland, wo sie den Israelis übergeben wurden. Frauenknecht wurde im September 1969 gefasst und am 23. April 1971 nach fünftägiger Verhandlung zu viereinhalb Jahren Zuchthaus verurteilt. Es war der größte Spionageprozess in der Schweiz nach dem Zweiten Weltkrieg.